# Frank Lentini
Francesco (Frank) A. Lentini (18 mai 1881 - 22 septembrie 1966) s-a născut în Rosolini, Sicilia într-o familie cu doisprezece copii (șapte surori și cinci frați).
Deformarea lui Lentini a fost rezultatul unui geamăn unit parțial absorbit. Geamănul era atașat de corpul lui Frank Lentini, la baza coloanei vertebrale sale și era format dintr-un pelvis, un set rudimentar de organele genitale de sex masculin și un picior de dimensiuni normale care ieșea din partea dreapta a corpului, cu un picior mic suplimentar atașat în dreptul genunchiului acestui picior.  Lentini avea șaisprezece degetele la picioare  în total și două seturi funcționabile de organe sexuale masculine.
La vârsta de opt ani, familia lui Lentini s-a mutat în Statele Unite unde s-au apucat de afaceri cu spectacole de circ ca The Great Lentini, în cadrul Ringling Brothers Circus. Frank a obținut cetățenia americană la 30 de ani. Cariera sa s-a întins pe o perioadă de peste patruzeci de ani și a lucrat cu fiecare circ major, inclusiv Barnum and Bailey și Buffalo Bill's Wild West Show. Lentini era atât de respectat de colegii săi încât de multe ori pur și simplu era numit "Regele".
În tinerețe, Lentini a folosit al treilea picior pentru a lovi cu piciorul o minge de fotbal pe scenă, prin urmare, numele său de scenă era Fotbalistul cu trei picioare. Picioarele normale ale lui Lentini erau ușor diferite ca lungime - unul de 39 de centimetri, celălalt de 38 de centimetri, dar al treilea picior avea numai 36 de centimetri. El se plângea că, chiar și cu trei picioare, nu avea încă o pereche. S-a căsătorit cu Theresa Murray, cu trei ani mai tânără decât el, și au avut patru copii: Josephine, Natale, Frank și James. Frank Lentini a murit în Jacksonville, Florida, la 22 septembrie 1966.